# Newick
Newick är en ort och civil parish i Storbritannien.   Den ligger i grevskapet East Sussex och riksdelen England, i den södra delen av landet, 60 km söder om huvudstaden London. Newick ligger 44 meter över havet och antalet invånare är 2 176.
Terrängen runt Newick är platt, och sluttar söderut. Runt Newick är det ganska tätbefolkat, med 230 invånare per kvadratkilometer. Närmaste större samhälle är Brighton, 19,6 km sydväst om Newick. Trakten runt Newick består i huvudsak av gräsmarker.